# Psychotria striolata
Psychotria striolata är en måreväxtart som beskrevs av Kurt Krause. Psychotria striolata ingår i släktet Psychotria och familjen måreväxter. Inga underarter finns listade i Catalogue of Life.